# 長者橋 (中野区)
長者橋（ちょうじゃばし）は、東京都中野区本町の神田川に架かる、山手通り(環状六号線)の橋である。

## 概要
神田川にかかる橋の一つで、山手通り(環状六号線)が上を通る。
山手通りの拡幅が行われたこともあり、長さに比べて幅が著しく広い橋である。
中野長者と呼ばれた鈴木九郎が付近に邸宅を構えたことから、この名前がついたとされる。鈴木が建てたとされる成願寺は、すぐ北側に所在する。
現在の橋は、2003年頃に行われた山手通りの拡幅の際に架け直された新しいものである。
「長者橋」の名は、付近の首都高速中央環状線中野長者橋出入口の名称にも採用されている。

## 地理

### 地形
神田川は、杉並区から中野区に入ると善福寺川と合流、概ね東進を続けた後、北東へと向きを変える。この辺りに長者橋がある。

### 場所
- 北西（上流・左岸） - 中野区本町二丁目
- 北東（下流・左岸） - 中野区本町一丁目
- 南西（上流・右岸） - 中野区弥生町一丁目
- 南東（下流・右岸） - 中野区弥生町一丁目[注 1]

### アクセス
- 中野坂上駅 - 約500m
- 西新宿五丁目駅 - 約500m

## ギャラリー

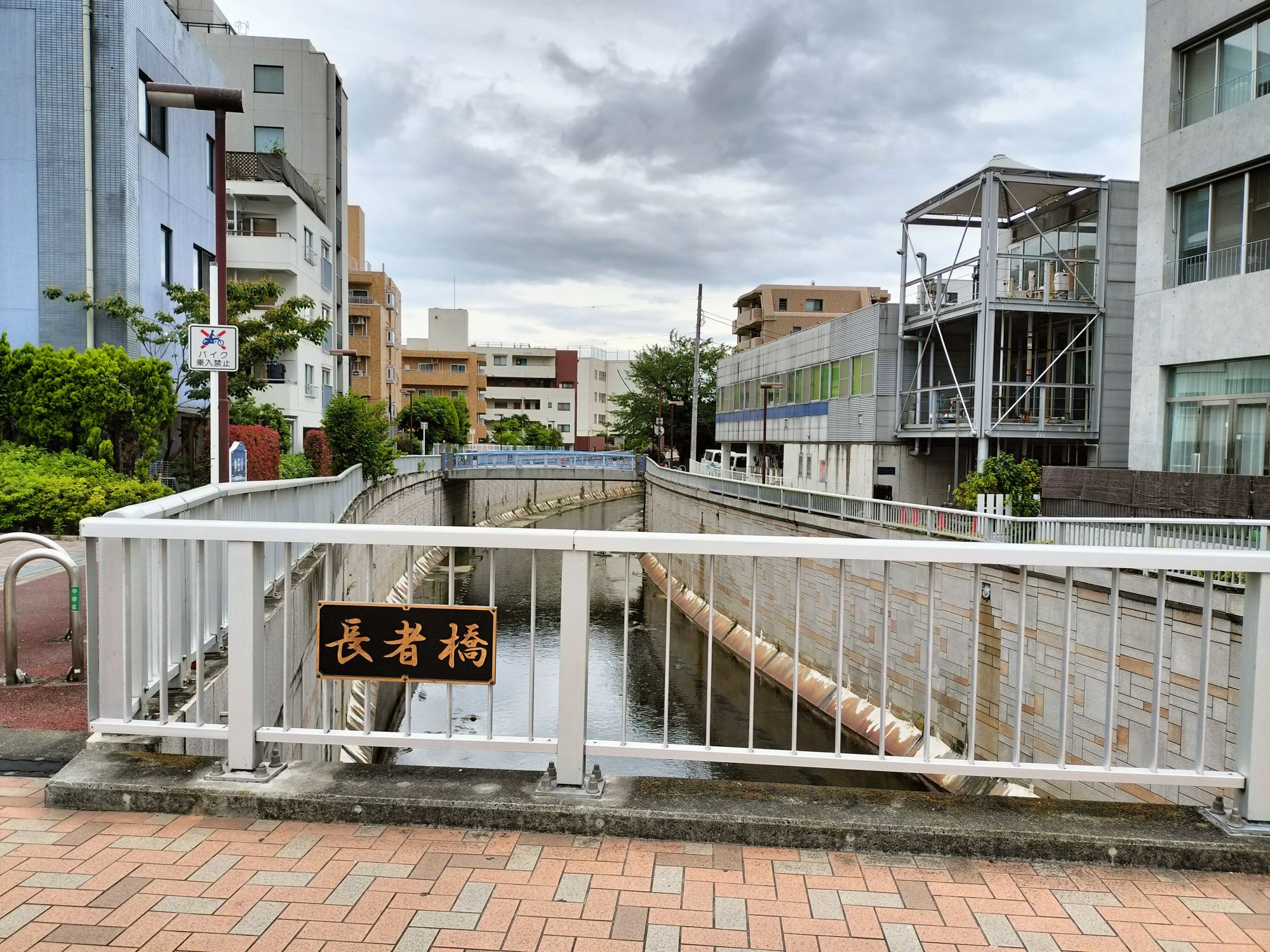
西側から神田川上流を見る。
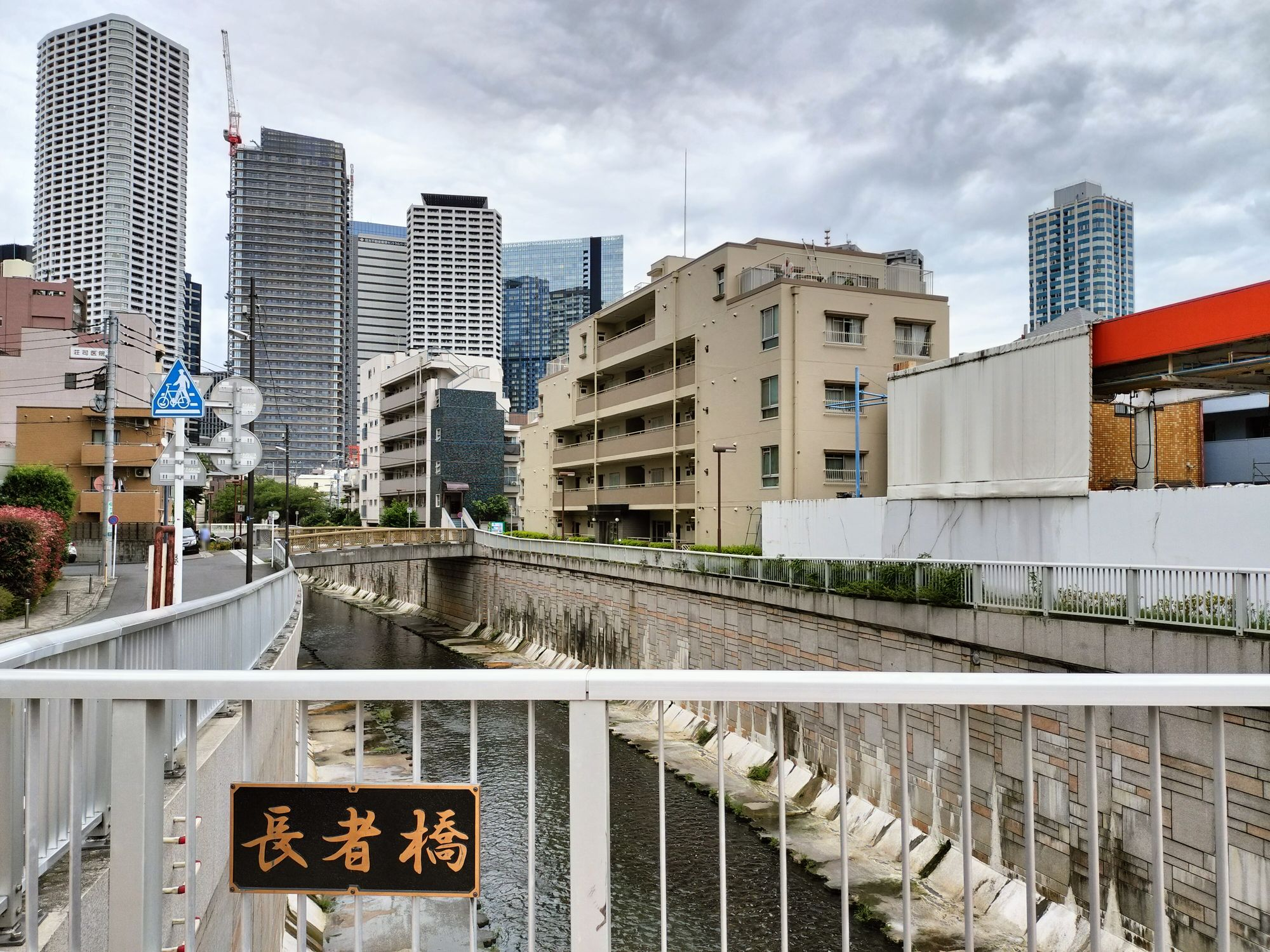
東側から神田川下流を見る。遠方に西新宿の高層マンション群。
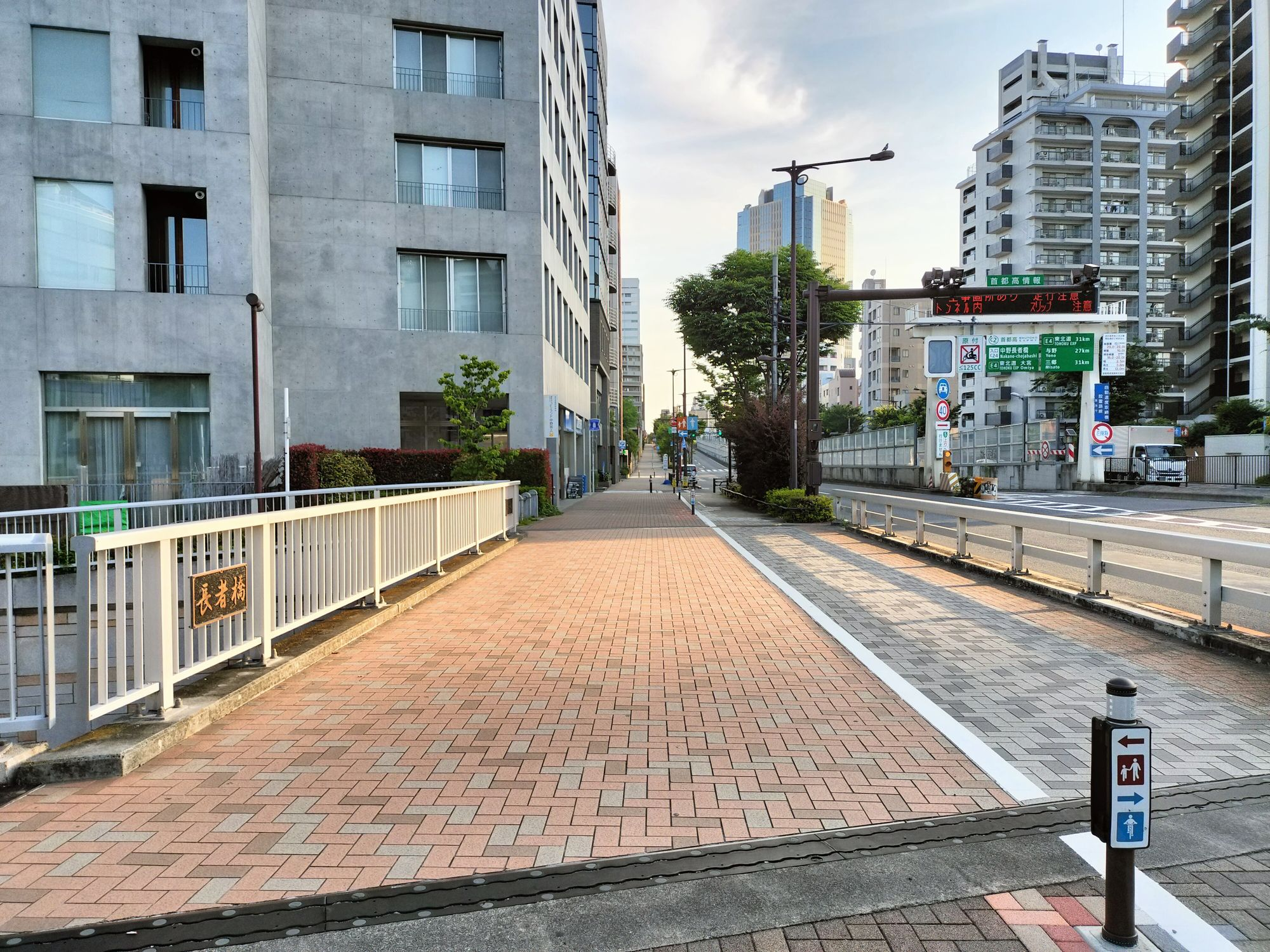
西側歩道から北を見る。右に長者橋出入口。

## 関連施設
- 首都高速中央環状線・中野長者橋出入口
- 中野区立長者橋公園 - 橋の南西にある公園。
- 旧和泉川・長者第一号橋、第二号橋 - 長者橋から北東に200mの西新宿五丁目に欄干が残されている。